# 奥谷村 (兵庫県)
奥谷村（おくだにむら）は、兵庫県中西部（西播磨地区）にかつて存在した村。宍粟郡に属した。
1956年、西谷村と合併し、波賀町となったため地方自治体として消滅した。
旧村域は、現在の宍粟市波賀町のほぼ北半分に相当する。旧村域の大半が2020年現在氷ノ山後山那岐山国定公園か音水ちくさ県立自然公園の区域内である。

## 概要
現在の宍粟市波賀町飯見、野尻、原、日ノ原、音水、引原、鹿伏、戸倉、道谷に相当する。

## 地理
引原川が村域を南流する。

## 歴史
- 1889年（明治22年）4月1日 町村制施行の際、宍粟郡奥谷村が成立。
- 1956年（昭和31年）9月30日 西谷村と合併し、波賀町となったことにより消滅。
「波賀」の名は西谷村に位置する波賀城およびこの地域一帯の旧里名に由来したものである。